# Schlacht von Taschkesen
Zimnicea – 
Nikopol – 1. Schipkapass  –  Elena – 2. Schipkapass – Plewen – Lowetsch – 3. Schipkapass – Zivin – Kızıl Tepe – Aladscha – Gorni-Dubnik – Kars – Taschkesen – 4. Schipkapass – Plowdiw
Die Schlacht von Taschkesen (türkisch Taşkesen Muharebesi) war eine Schlacht im Russisch-Osmanischen Krieg. Sie fand am 31. Dezember 1877 in der Nähe des heutigen Dorfes Saranzi (damals Taschkesen), Oblast Sofia, Bulgarien statt. Der russische Sieg spielte eine wichtige Rolle bei der Befreiung Sofias und ebnete den Weg nach Istanbul.

## Vorgeschichte

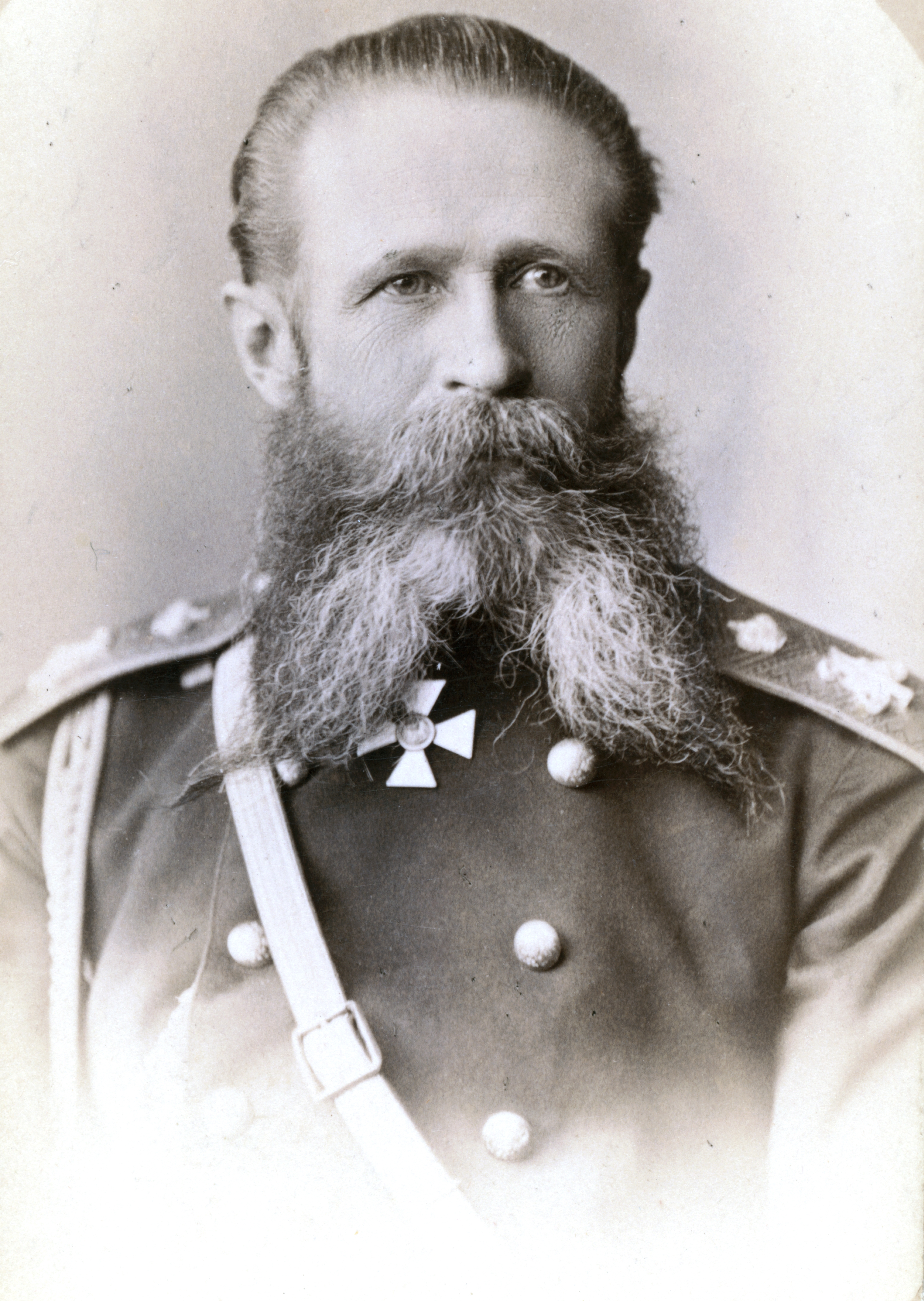
Josef Wladimirowitsch Gurko

Die türkische Armee unter Osman Pascha hatte am 10. Dezember nach heroischen Widerstand im Raum Plewna gegenüber der russischen Hauptarmee kapituliert, im zentralen Balkan-Gebirge hielt die osmanische Besatzung gegenüber dem russischen VIII. Armeekorps (Generalleutnant Fjodor Radezki) am Schipka-Pass noch stand. Im Westen begannen darauf Truppen der neu formierten russischen Westarmee (83 Infanteriebataillone, 59 Schwadronen 206 Kanonen) unter General Gurko mit etwa 71.000 Mann ihren zweiten Marsch über das Balkangebirge, der gegenüber den osmanischen Truppen unter Mehemed Ali Pascha den Durchbruch nach Sofia und die Umgehung der gegnerischen Arabakonak-Stellung anstrebte.
Gurko waren für seinen zweiten Balkan-Übergang neben seinen drei Garde-Divisionen, das vor Plewna freigewordene IX. Korps (5. und 31. Division) unter General Krüdener zugewiesen worden. Der neue Vormarsch erfolgte in drei Kolonnen: Die mittlere Hauptkolonne, die sich in Vraces sammelte, kommandierte Generalleutnant Schuwalow (1. und 3. Garde-Division unter den Generalen Rauch und Katalei). Die rechte Kolonne unter Generalleutnant Weljaminow (31. Division) rückte über den Umurgas-Pass nach Curjak vor. Die linke Kolonne gebildet durch die 2. Garde-Division, welche jetzt von Generalleutnant Dandeville geführt wurde, hatte an der Westseite des Gebirges bei Baba-Gora auf Bunovo vorzurücken. In dem verschneiten Balkangebirge kamen Gurkos drei getrennt marschierende Kolonnen nur langsam vorwärts. Unterkühlt und ausgemergelt näherten sie sich dem Pass von Orhanje (Botewgrad) auf schmalen Pfaden, die teilweise erst für die Geschütze verbreitert werden mussten.
Die osmanische Westarmee von Sakir Pascha, etwa 14.000 Mann, war auf dem Rückzug vom Dorf Kamrli ins 37 Kilometer entfernte Sofia. Sakirs Truppen sahen sich an der linken Flanke über Vracses und Orhanje von 30.000 Russen unter Gurko bedroht und frontal von weiteren auf Etropole vorrückenden 22.000 Russen bedrängt.
In Sofia selbst wuchs die Panik unter den türkischen Truppen, nachdem der türkische Stadtkommandant die gesamte bulgarische Bevölkerung vertreiben hatte lassen, verfügte er nur noch über 4000 Soldaten (8 Infanteriebataillone, 4 Schwadronen und 8 Kanonen) um das bedrohte nordöstliche Vorfeld Sofias vor der westlichen Kolonne Gurkos zu verteidigen. Sakir Pascha beschloss zum Schutz der Arabakonak-Stellung alle verfügbaren Reserven an seinen Stellvertreter Baker Pascha zu übertragen, um die Befestigungslinie in der Nähe des Dorfes Taschkisen zu besetzen, die im Krieg von 1828 bis 1829 errichtet worden waren.
Zur Deckung des linken Flügel und Sofias hatte Sakir Pascha ein Teil seiner Truppen unter Baker Pascha am Pass in der Nähe des Dorfes Taschkesen stehen gelassen. Die osmanischen Truppen gruben sich ein und erwarteten den russischen Angriff. Gegenüber der nach Norden ausgerichteten Arabakonak-Stellung hatte Generalleutnant Krüdener von Gurko das Kommando erhalten und begann die osmanische Stellung zu beschießen und durch seine Aktionen die Aufmerksamkeit von der rechten Umgehungs-Kolonne unter Generalleutnant Katalai abzulenken, welche mit den Garde-Brigaden unter General Rauch, Kurlow und Filosofow gegenüber den Positionen von Baker Pascha vorrücken. Rechts außen schlugen eine Brigade der russischen 31. Division unter Generalleutnant Weljaminow und die 5. Division (General von Schildner-Schuldner) ihren Weg nach Sofia ein.

## Die Schlacht

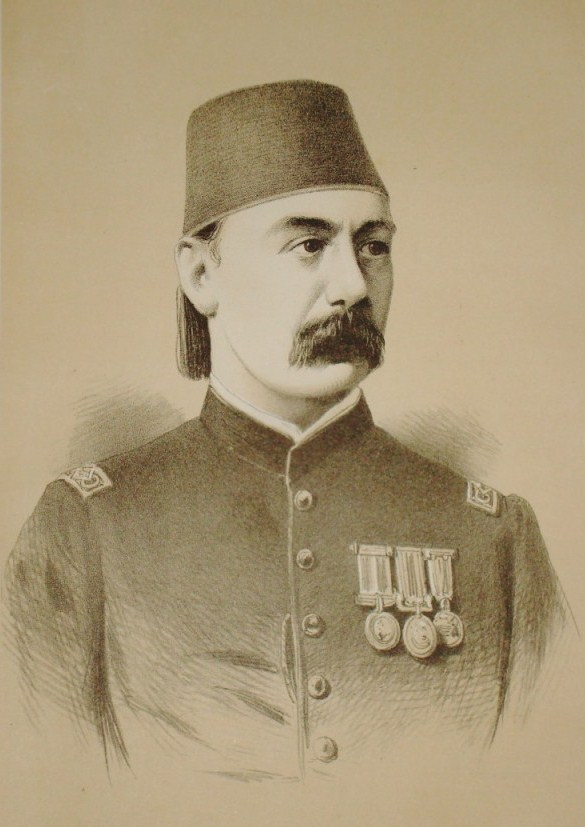
Baker Pascha

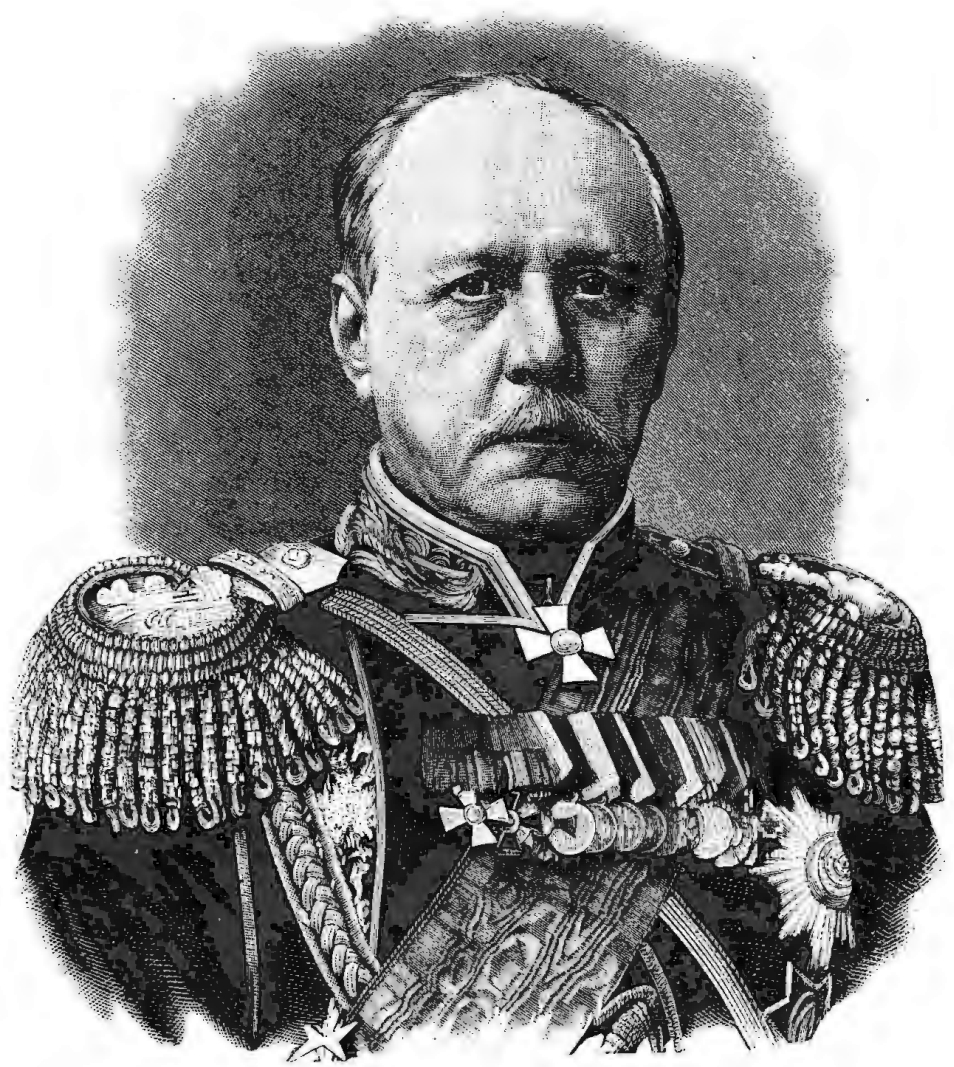
General Pawel Andrejewitsch Schuwalow, bis Anfang Dezember Kommandeur der russischen 2. Garde-Division

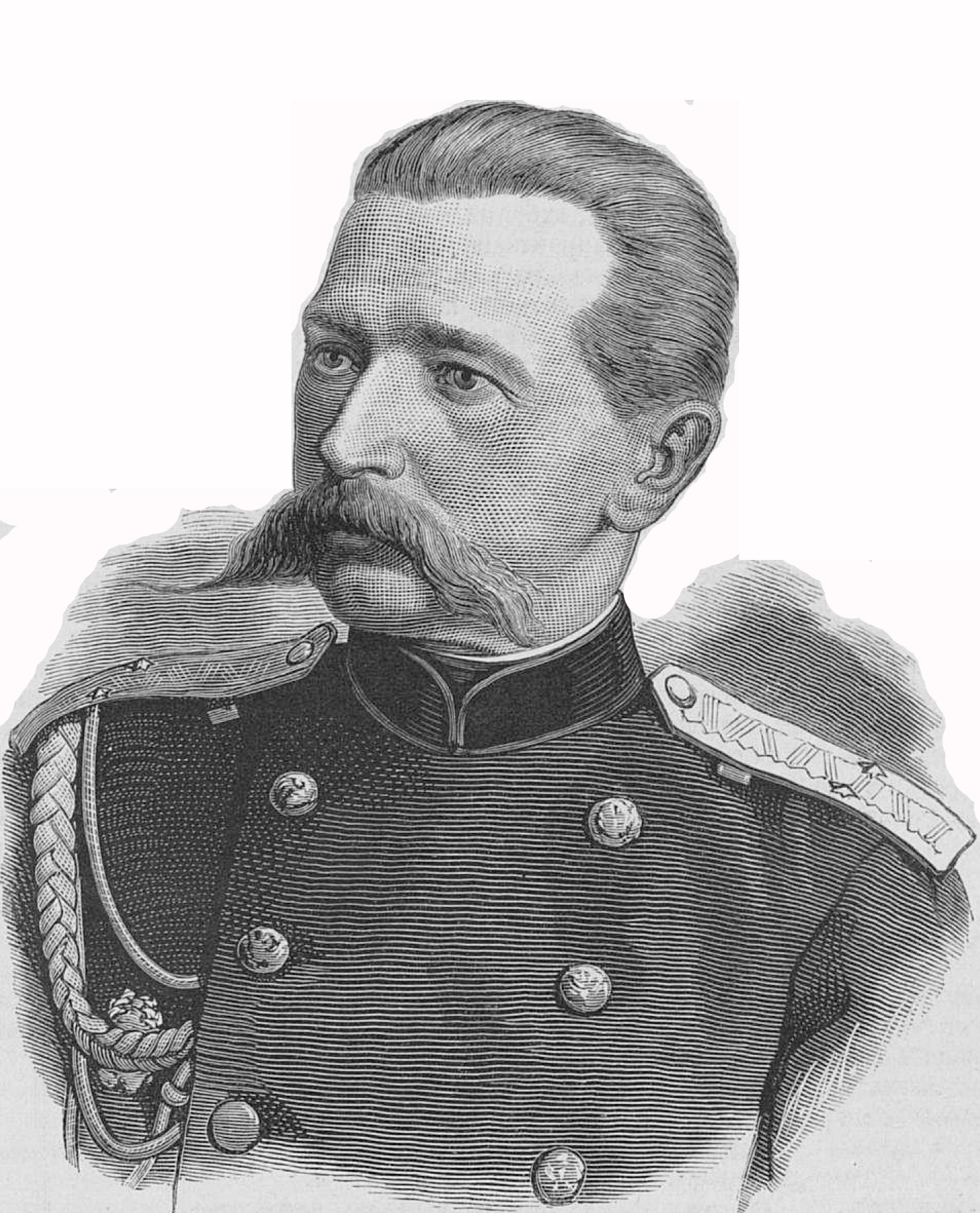
General Otto Jegorowitsch Rauch

Am Abend des 30. Dezember führte General Gurko persönlich die Aufklärung vor den türkischen Stellungen vor Taschkesen durch. Als Gurko erkannte, dass ein Frontalangriff dieser Positionen ebenso wie jener gegenüber der Arabakonak-Stellung zu schweren Verluste führen würde, befahl er sein westlich davon stehende Truppen wieder in drei Kolonnen aufzuteilen. Um 22 Uhr abends begann ein Angriff der russischen Truppen auf die Position der Türken bei Taschkesen. Die Division von Generalmajor Kurlow sollte den von den Türken erwarteten Frontalangriff führen, der sich in Wirklichkeit bald als ablenkendes Manöver herausstellte. Zur gleichen Zeit griffen russische Gardeeinheiten unter General Schuwalow und Generalmajor Rauch die Türken auf der rechten Flanke und Garde-Kavallerie unter Generalmajor Klot umfassend an. Die Türken, die den ablenkenden Angriff der Division Kurlow als den erwarteten Hauptangriff auf die wichtigsten russischen Streitkräfte angesehen hatten, eröffneten ein starkes Feuer, das 562 russischen Soldaten und Offizieren das Leben kostete. Die gut vorbereiteten Osmanen konnten die ersten Angriffe der Russen zurückschlagen und ihre Stellungen noch über zehn Stunden halten.
Während die Türken den Angriff der Division Kurlow stoppen konnten, machten sich Schuwalows und Rauchs Truppen an den Flanken bereits zum Stoß in das rückwärtige Heeresgebiet der osmanischen Arabakonak-Stellung mit dem Vorsatz gleichzeitig die türkische Stellung vor Taschkisen vom Norden her aufzurollen. Mitten in der Schlacht erzielte Kurlows Artillerie, die zur Unterstützung ihrer vorrückenden Streitkräfte feuerte, einen Treffer in das Munitionsdepot einer türkischen Redoute, wodurch diese explodierte und dabei die wichtigste türkische Befestigung zerstörte. Während der Nacht zum 31. Dezember brach Panik unter den Osmanen aus und sie begannen sich abzusetzen, sie ließen dabei ihre Verwundeten zurück. Alle Versuche türkischer Offiziere und britischer Militärberater, den Rückzug zu stoppen scheiterten. Die bulgarischen Einwohner von Malkocevo nutzen die Gelegenheit und töteten viele der umher liegenden osmanischen Verwundeten.

## Folgen
Am 31. Dezember erzwangen Gurkos Truppen den Durchbruch bei Taschkesen, während gleichzeitig General Krüdener bei Etropole den Durchmarsch an der Arabakonak-Stellung zum Slatitza-Pass erkämpfte. Sakir Pascha hatte sich während seiner Rückzugsbewegung von der Arabakonak-Stellung bei Mirkovo nach der Vereinigung mit einer Brigade unter Mustafa Ramsi Pascha verstärken können. Er hatte bereits erfahren, dass Iskender Baker Pascha mit seinen restlichen Truppen von Slatiza nach Avratalan zurückgegangen war und setzte seinen eigenen Rückzug nach Petritsch fort.
Gurkos westliche Kolonne unter Generalleutnant Weljaminow vereinigte sich am 2. Dezember mit der 1. Garde-Division unter General Rauch und konnte am 4. Januar 1878 nach dem Abzug der Garnison unter Osman Nuri Pascha kampflos in Sofia einziehen.
Die letzte osmanische Armee unter Mehmed Ali Pascha wurde nach dem russischen Durchbruch am Schipka-Pass von drei Seiten bedrängt. Um der Gefahr eingekesselt zu werden zu entgehen, musste er seine Truppen in südwestliche Richtung auf Küstendil zurückziehen.